# Zielona Góra Górne Miasto
Zielona Góra Górne Miasto – nieczynna stacja kolejowa w Zielonej Górze, w województwie lubuskim. Stacja położona jest na linii kolejowej Zielona Góra – Szprotawa.